# Triaenodes voldus
Triaenodes voldus är en nattsländeart som beskrevs av Mosely in Mosely och Douglas E. Kimmins 1953. Triaenodes voldus ingår i släktet Triaenodes och familjen långhornssländor. Inga underarter finns listade i Catalogue of Life.